# 图形计算器

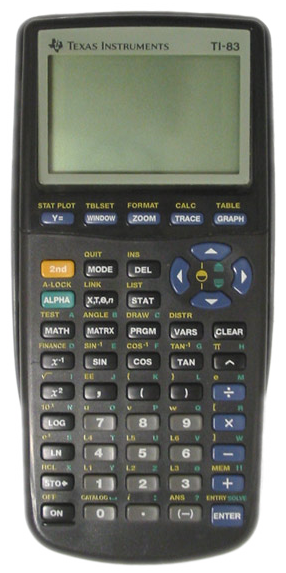
圖中為 Texas Instruments 的 TI-83。

图形计算器通常指一种能够繪画图像、解方程組以及执行其它各种操作的手持计算器，大多数图形计算器还能编写程序。由于它们的屏幕较一般计算器大，因此能够同时显示多行文本。一些图形计算器甚至有彩色显示或三维作图功能。
由于图形计算器可以编寫程式，所以它也广泛被用于电子游戏上。
一些电脑软件也可以完成图形计算器的功能。

## 历史
CASIO（卡西欧）在1985年制造了世界上第一台图形计算器 fx-7000G。不久 HP（惠普）也推出了 HP-28C。之後的款式有 HP-28S (1988)、HP-48SX (1990)、HP-48S (1991)及其他等的图形计算器。2006年推出的 HP 50g 更具有计算机代数系统（CAS），是目前最先進的機种之一。
Texas Instruments（德州仪器）自1990年起亦開始了生产图形计算器，最老的型号是 TI-81，此后有 TI-82 系列、TI-83 系列、TI-84 Plus 等等。TI-89 和 TI-92 亦設有计算机代数系统（CAS）。

## 在学校中的应用
在美国以及加拿大地區裡，由於繪圖計算機對計算和繪畫方程式時有很大幫助（不用學生慢慢地繪圖），许多的高中数学教师也允许並鼓励学生在课堂上使用图形计算器。在某些课程裡（例如微积分）甚至是必需的。但在某些课程例如物理和化学中图形计算器被禁止使用，因为它能储存元素周期表。含有某些功能（例如通訊或網際網路存取）的計算機，往往被禁止在學校裡使用，以防止學生作弊或上課時不專心。
中国北京的数学应用竞赛的复赛（笔试）中，图形计算器和科学计算器是允许被带进考场的。不過，在某些學校或考試機構中，學生在考試開始前須將所使用的計算機上交監考人員設定，待考試開始時再發還。監考人員會將計算機設為「考試模式」。在這個模式下，計算機預先存儲的資料將無法存取，監考人員還可以選擇封鎖計算機的部分功能，例如直接求解方程組、繪圖或CAS（電腦代數系統）等。
在台灣，中學的考試通常不允許使用計算機。大學課程的考試則視科目需要而允許計算機。公務員的高普考及專技人員考試等國家考試，則只允許使用考試院考選部所核定的廠牌、型號計算機。
在東亞地區，為鍛鍊學生的計算能力，以及考試的公平性，考試時往往禁止使用任何計算機，當然也包括繪圖計算機。

## 遊戲

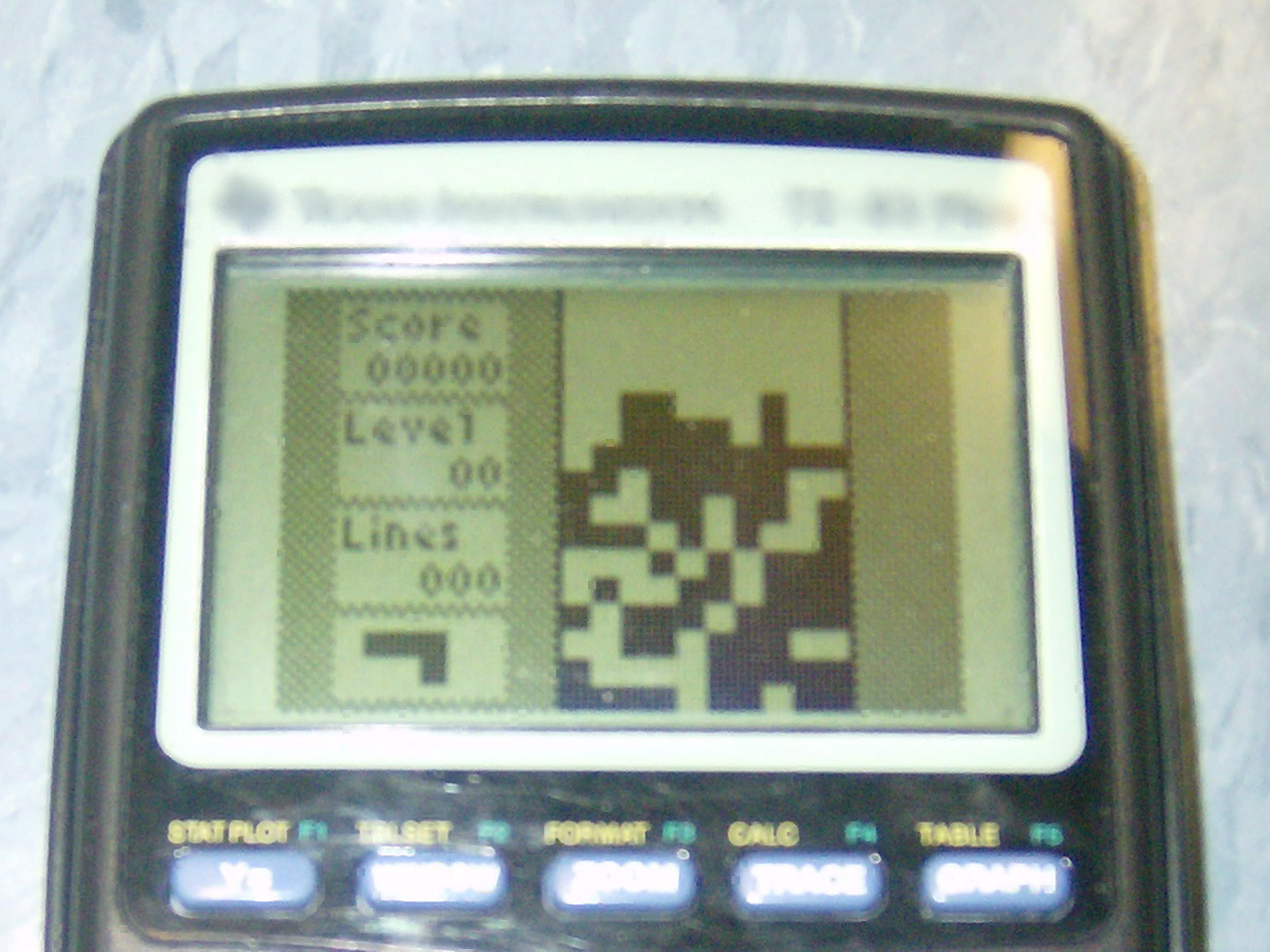
在 TI-83 Plus 上玩俄羅斯方塊。

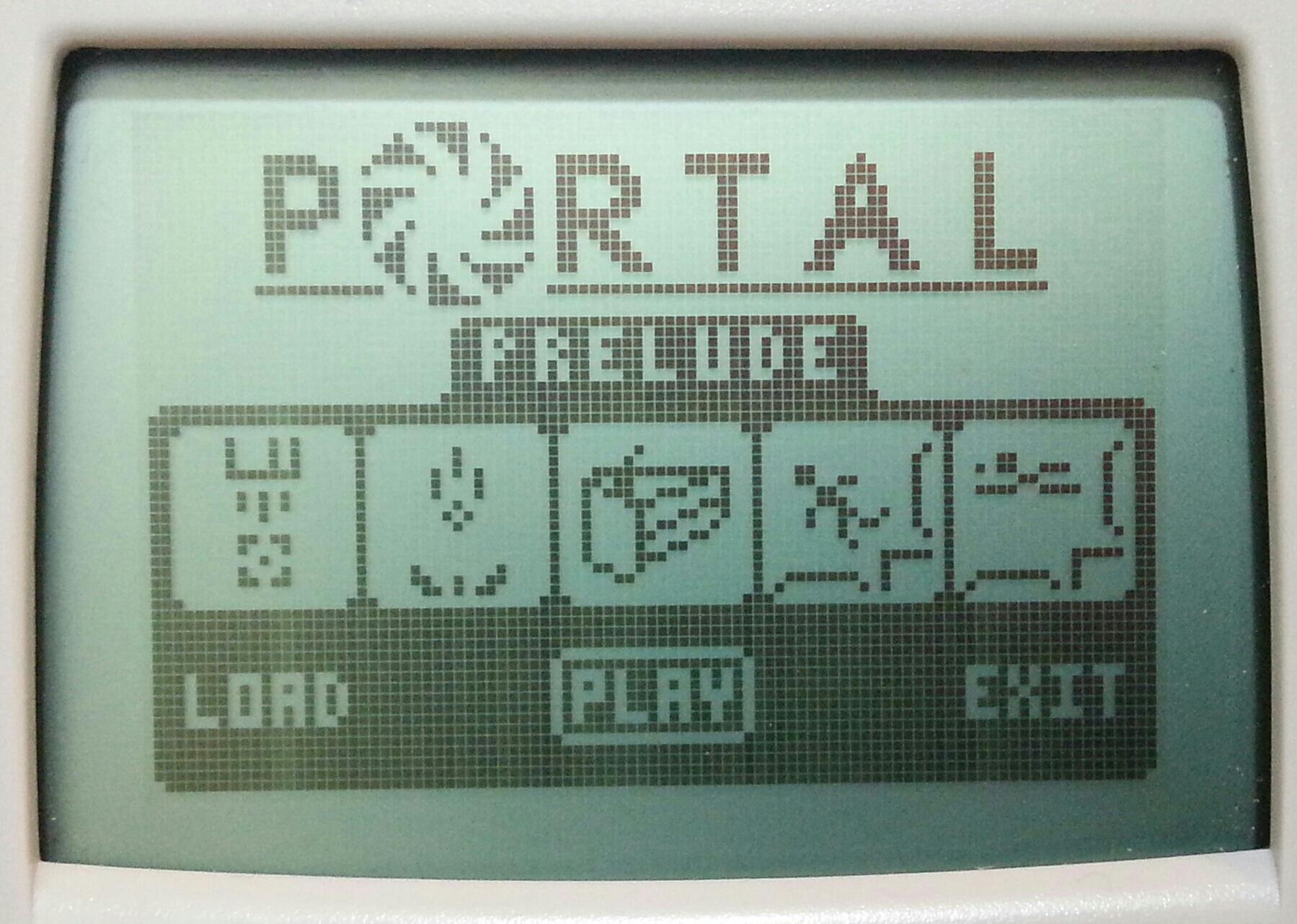
傳送門

由於图形计算器能編寫程式碼，所以很多遊戲被製造了出來，包括於 Texas Instruments 的 TI-84 裡附載的「Puzzle Pack（页面存档备份，存于）」。
遊戲例子︰
- 水果忍者 (Fruit Ninja)[3]
- 俄羅斯方塊
- 超級瑪里奧[4]
- 薩爾達傳說[5]
- GB68K —— Game Boy 模擬器
- 一擲千金（Deal or No Deal）
- 傳送門[6]